# Natural Steps
Natural Steps est une census-designated place du comté de Pulaski, dans l’État américain de l'Arkansas.